# Varanus insulanicus
Varanus insulanicus — вид варанів. Ареалом виду є Австралія (Північна територія: острови Ґрут-Айленд і Марчинбар, затока Карпентарія).